# Charles Lyttelton (1909-1977)
Pour les articles homonymes, voir Charles Lyttelton.

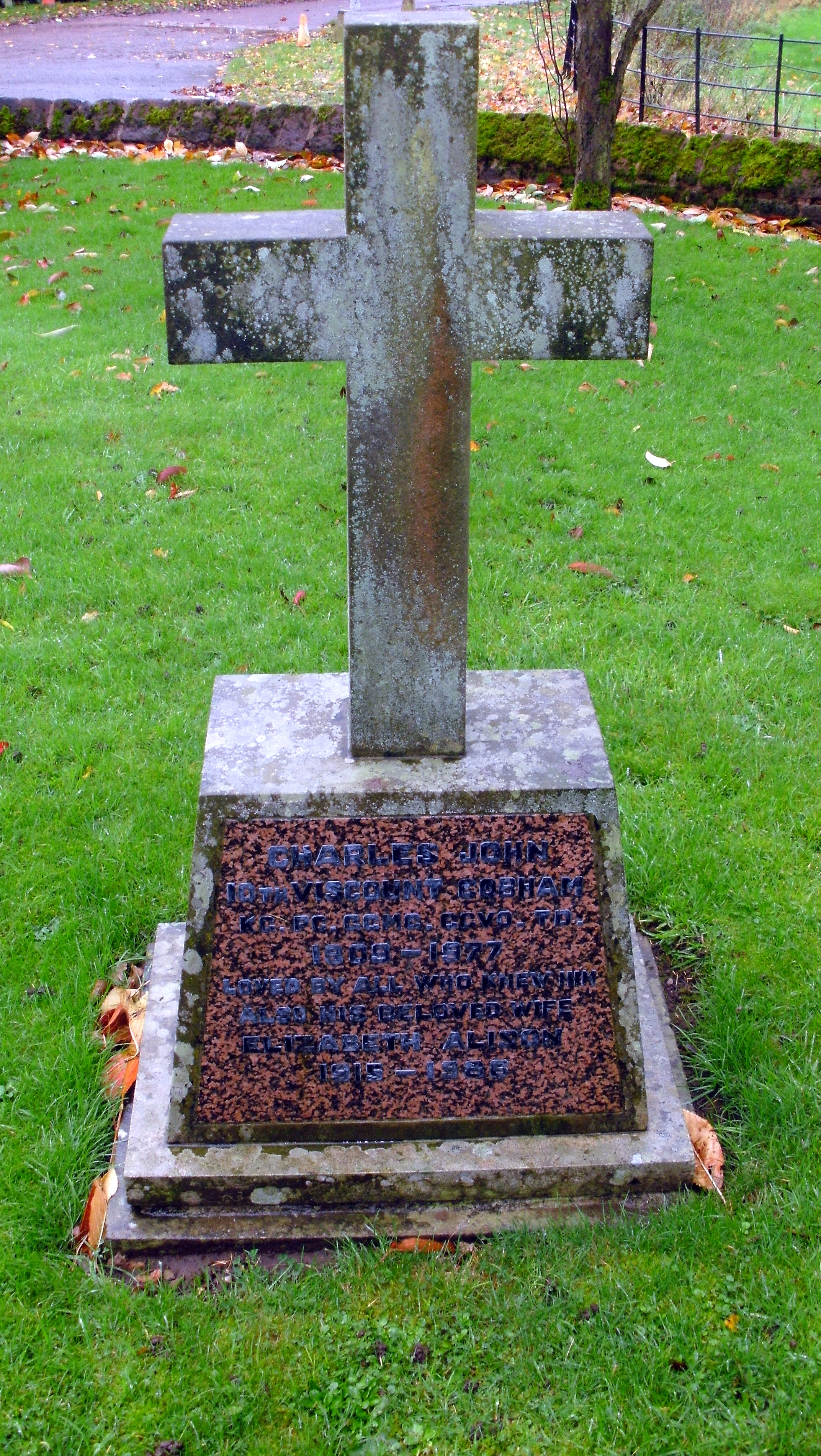
St John the Baptist, Hagley

Charles John Lyttleton, né à Londres le 8 août 1909 et mort le 20 mars 1977 dans la même ville, est le neuvième gouverneur général de Nouvelle-Zélande, poste qu'il occupe de 1957 à 1962, après avoir été joueur de cricket au Worcestershire County Cricket Club de 1932 à 1939, club auquel sa famille est particulièrement liée.

## Biographie
Charles Lyttelton naît le 8 août 1909 à Kensington, un district de Londres. Son père, John Lyttelton, est le futur 9e vicomte Cobham, et il devient Membre du Parlement en 1910. La famille Lyttelton est associée au cricket et en particulier au Worcestershire County Cricket Club, fournissant au club nombre de joueurs, capitaines et dirigeants. Elle a aussi des liens avec la Nouvelle-Zélande, la ville de Lyttelton devant par exemple son nom à un ascendant de Charles Lyttelton.
Il étudie à Eton puis au Trinity College de l'université de Cambridge. Il débute en cricket répertorié « first-class » avec le Worcestershire en 1932. En 1935-1936, il participe en tant que vice-capitaine à une tournée organisée par le Marylebone Cricket Club (MCC) en Australie et Nouvelle-Zélande. Après avoir occupé le poste de manière occasionnelle les années précédentes, il est capitaine du Worcestershire de 1936 à 1939. Batteur qui prend relativement beaucoup de risques, il réussit son meilleur total de courses, 162, son seul century au niveau first-class, en 1938 contre le Leicestershire. La Seconde Guerre mondiale met fin à sa carrière mais, après le conflit, il continue à pratiquer le cricket.
Pendant la guerre, il combat avec le Corps expéditionnaire britannique en France en 1940 avant de commander un régiment d'artillerie à partir de 1943. Il hérite des titres de noblesse de son père, notamment vicomte Cobham, à la mort de celui-ci, en 1949. Il est nommé président du Marylebone Cricket Club, instance dirigeante du cricket mondial à cette époque, pour un mandat d'un an à partir de 1954. Son grand-père, Charles Lyttelton, et son père l'ont précédé à ce poste respectivement en 1886 et 1935.
Il devient le neuvième Gouverneur général de Nouvelle-Zélande en septembre 1957. Il reste en poste jusqu'en 1962. Trois premiers ministres se succèdent durant cette période : Sidney Holland (leurs mandats ne coïncident que de quelques jours), Keith Holyoake, Walter Nash, puis à nouveau Keith Holyoake. Rentré au Royaume-Uni, il devient en 1963 trésorier du MCC mais renonce à cette responsabilité l'année suivante lorsqu'il devient Lord Lieutenant du comté du Worcestershire. De 1972 à 1977, il est chancelier de l'Ordre de la Jarretière. Il est nommé président du Worcestershire CCC en 1977, mais meurt quelques jours plus tard, le 20 mars de cette année-là, dans le quartier de Marylebone, à Londres. Marié le 30 avril 1942 à Elizabeth Alison Makeig-Jones, le couple a eu quatre garçons et quatre filles.

## Honneurs et distinctions
- Médaille territoriale ;
- Chevalier commandeur de l'Ordre de Saint-Michel et Saint-Georges en 1957 ;
- Chevalier de l'Ordre de la Jarretière en 1964, chancelier de l'Ordre de 1972 à 1977 ;
- Membre du Conseil privé du Royaume-Uni en 1967 ;
- Chevalier grand-croix de l'Ordre royal de Victoria en 1972[4].

## Titres de noblesse
Titres de noblesse de Charles Lyttelton, hérités à la mort de son père, en 1949 :
- 13e baronnet Lyttelton ;
- 7e baron Westcote de Ballymore ;
- 10e vicomte Cobham ;
- 7e Lord Lyttelton, baron de Frankley ;
- 10e baron Cobham, de Cobham.